# Diego González Suárez
Pour les articles homonymes, voir Diego González et González.
Diego Fernando González Suárez (né le 25 avril 1991) est un coureur cycliste uruguayen.

## Biographie
En 2012, Diego González remporte également trois épreuves ainsi que le classement général du Campeonato de Invierno, une course locale. L'année suivante, il devient champion d'Uruguay sur route espoirs (moins de 23 ans). Il s'impose par ailleurs sur une étape du Tour d'Uruguay. 
Lors de la saison 2014, il termine deuxième du championnat d'Uruguay sur route chez les élites. Il continue sa carrière en brillant principalement dans des courses du calendrier national.

## Palmarès
- 2010
  - 5eb et 6e étapes des 500 Millas del Norte
- 2011
  - 5e et 7e épreuves du Campeonato de Invierno
  - 3e de la Vuelta a los Puentes del Santa Lucía
- 2012
  - Campeonato de Invierno :
    - Classement général
    - 1re, 5e, 6e et 7e épreuves
- 2013
  -  Champion d'Uruguay sur route espoirs
  - 3e étape du Tour d'Uruguay
  - Gran Premio Redpagos
- 2014
  - Apertura de Montevideo
  - 2e du championnat d'Uruguay sur route
- 2015
  - 4e épreuve du Campeonato de Invierno
  - Tour Carmelitano
- 2016
  - Clásica del Norte :
    - Classement général
    - 3e étape

  - 12e épreuve du Campeonato de Invierno
- 2017
  - 2e étape de la Clásica del Norte
- 2023
  - Vuelta Ciclista Chaná

## Classements mondiaux
| Année            | 2016 |
| ---------------- | ---- |
| UCI America Tour | 529e |